# Jim Schwall
James „Jim“ Schwall (* 11. November 1942 in Chicago, Illinois; † 19. Juni 2022 in Tucson, Arizona) war ein US-amerikanischer Musiker (Gitarre, Mandoline, Bass u. a.), Sänger, Songwriter und Fotograf. Er war Mitglied der Siegel-Schwall Band und Gründer der Jim Schwall Band.

## Biografie
1964 gründeten die beiden Musikstudenten Jim Schwall und Corky Siegel die Bluesrock-Gruppe Siegel-Schwall Band. Nach deren Ende Mitte der 1970er hatte Schwall seine eigene Gruppe, die Jim Schwall Band. Daneben machte er seinen Doktor in Kompositionslehre und arbeitete seitdem als Universitätslehrer.
Zudem war Jim Schwall in sozialen Projekten und als Fotograf tätig. 2002 bewarb er sich für das Bürgermeisteramt in Madison, Wisconsin.

## Diskografie
Für Schwalls Aufnahmen mit der Siegel-Schwall Band siehe dort.

### Alben
- A Wedding Present from Jim and Cherie Schwall – Jim and Cherie Schwall (private Pressung, 1973)
- Spring Vacation – The Jim Schwall Band
- Growing Old – Jim Schwall
- Cajun Country Ramble – The Cajun Strangers
- Short Stories – Jim Schwall (Waterbug Records, 2010)

### Singles und EPs
- Piñata – So Dang Yang [EP]
- Mr. Monster / Don’t Drive When You’ve Been Drinking – The Jim Schwall Band (Dynamic Voice, 1976)